# برو إفولوشن سوكر ماناجمنت
برو إفولوشن سوكر ماناجمنت (بالإنجليزية: Pro Evolution Soccer Management)، هي لعبة فيديو محاكاة المدربين، من تطوير ونشر شركة كونامي، تم إصدار اللعبة عام 2006 بشكل حصري لمنصة بلاي ستيشن 2.